# Тріка
Тріка (санскр. तरिक, trika IAST — «трійця») — поняття кашмірського шиваїзму, троїстий прояв Божественного — Шива, Шакті і Ану; з іншого боку, кашмірський шиваїзм носить таку назву, тому що поняття трійці є основним в цьому вченні. Тріка проявлена всюди різними способами і на багатьох рівнях.
Термін «Тріка» також є назвою одного з найбільших піднапрямів в кашмірському шиваїзмі — «Тріка-даршана».

## Список найважливіших тріад в кашмірському шиваїзмі

### Шива, Шакті й Ану
Згідно з кашмірським шиваїзмом є три персоніфікованих прояви Єдиної реальності:
1. «Вищий прояв» — Шива;
2. «Вища творча енергія» — Шакті;
3. «Духовний атом» — Ану (іноді «Nara» — людина).

Пасивно-споглядальне у виявленій реальності уособлює Шива, а Шакті виступає в ролі активно-творчої космічної сили, але різниця між ними тільки формально-мовна, а по суті вони є єдине.
Людина є повний, але обмежений прояв Єдиної реальності, в якому постійно, на різних рівнях, існує зв'язок з нею у вигляді вібрацій (спанда), персоніфікацією яких є Шакті — динамічний аспект Реальності, єдина, хто може допомогти смертному усвідомити свою належність до Єдиного, повернути втрачене знання, що він є один з Шивою. Подібне прояснення стає можливим тільки з доброї волі Шиви.

### Троїстість Шакті
Тріка проявляється також у Шакті:
1. пара-шакті — вища внутрішня енергія Єдиного;
2. парапара-шакті (вища-невищу) — серединна енергія Єдиного, духовний світ;
3. апара-шакті — нижча енергія Єдиного, позбавлена свідомості матерія.

### Бажання, знання та дію
Всі дії в цьому світі, включаючи дії Бога, підпорядковані трьом фундаментальним енергіям:
1. іччха-шакті — енергія бажання, ця енергія з'являється в початку будь-якої дії або процесу;
2. джняна-шакті — енергія знання, дію передусім повинно бути ясно виражено у свідомості;
3. крійя-шакті — енергія дії.

### Трійця знання
1. праматри — той, хто пізнає суб'єкт;
2. прамана — методи знання;
3. прамея — об'єкт пізнання.

У кашмірському шиваїзмі, коли вдається домогтися єдності трьох видів знання, то пізнається справжня природа світу. Це область недвоїстості, досягнення стану Шиви, злиття з Єдиним.

### Три стани свідомості
1. джаграт — бадьорий стан, усвідомлюються об'єкти зовнішнього світу і людина діє у відповідності з цим усвідомленням;
2. свапна — стан сновидіння, сприймаються тільки внутрішні образи, але немає можливості діяти;
3. сушупті — позбавлений сновидінь сон, внутрішні образи відсутні, після пробудження можливий лише смутний спогад про випробуване блаженство.

Крім цих трьох станів свідомості є четверте (тур'я), яке не піддається опису.

### Троїстий шлях
1. Шамбгавопая — дорога Шиви, божественний шлях; безупинне духовне прагнення — особливість цього короткого і важкого духовного шляху;
2. Шактопая — шлях Божественної енергії, дорога Шакті; на ній йог повинен бути в змозі цілком керувати своїми емоціями і думками, повністю зливатися в своєму свідомість з Божественними енергіями;
3. Анавопая — індивідуальний шлях, доступний для обмежених істот (ану); тут адепт повинен прагнути пробудити свою душу, працюючи зі своїм інтелектом (буддгі), диханням (прана), фізичним тілом (деха) або зовнішніми об'єктами, на зразок янтр або зображенням свого гуру.[5][6]